# Paride Andreoli
Paride Andreoli (1956) è un politico sammarinese.

## Carriera
Dal 30 settembre 2009 è il Presidente del Partito Socialista Riformista Sammarinese. È membro del Consiglio Grande e Generale, del Gruppo Socialista Riformista Sammarinese.
È stato due volte Capitano Reggente nei periodi ottobre 1993 – aprile 1994 e aprile – ottobre 1997 e Segretario di Stato al Turismo e al Lavoro dal 2001 al 2006.
Dal luglio 2006 al dicembre 2007 è stato Segretario di Stato per il Turismo e lo Sport, le Telecomunicazioni, i Trasporti e la Cooperazione Economica.
È stato iscritto al Partito Socialista Sammarinese dal 1972 ed è stato membro della Giunta del Castello di Borgo Maggiore dal 1984 al 1988. È stato vicesegretario del partito dal 1993 fino al 1999 e ha ricoperto l'incarico di Segretario Amministrativo e Responsabile del Dipartimento Internazionale fino al 1992. È stato eletto per la prima volta al Consiglio Grande e Generale nel 1988 ed è stato presidente del gruppo consiliare dal 1998 al 2001.
Diplomato in ragioneria, è stato impiegato alla Banca di San Marino.
È sposato ed ha un figlio maschio.